# San Bartolomeo all'Isola
San Bartolomeo all'Isola är en kyrkobyggnad, mindre basilika och titelkyrka i Rom, helgad åt den helige aposteln Bartolomaios. Kyrkan är belägen på Tiberön i Rione Ripa och tillhör församlingen Santa Maria in Campitelli.

## Kyrkans historia
Kyrkan grundades av kejsar Otto III någon gång mellan år 998 och år 1001 och uppfördes ovanpå ruinerna av Asklepios tempel. Kyrkan helgades initialt åt martyrbiskopen Adalbert av Prag. Kejsaren begärde inom kort att få aposteln Bartolomaios kvarlevor från Benevento, men beneventanerna sände istället den helige Paulinus av Nolas kvarlevor. Kejsaren avslöjade bedrägeriet, lät storma Benevento och förde aposteln Bartolomaios reliker till Rom. 
Den romanska kampanilen byggdes år 1113. Omkring år 1180 lät påve Alexander III restaurera. Kyrkan skadades allvarligt i samband med Tiberns översvämning år 1557; en ny restaurering företogs åren 1583–1585, förmodligen av Martino Longhi den äldre, och ytterligare en 1623–1624, då den nuvarande fasaden uppfördes. Den har tillskrivits såväl Martino Longhi den yngre som Orazio Torriani. Fasaden har inskriptionen:

## Interiören
Interiören är en treskeppig basilika.
Fragment av golvbeläggningen från 1100-talet är bevarade. Framför högaltaret står en medeltida brunn i marmor. På dess fyra sidor framställs Kristus med en öppen bok, Adalbert av Prag, kejsar Otto III och den helige Bartolomaios med en bok samt en kniv med vilken han blev flådd.
I Cappella del Santissimo Sacramento, även benämnt Cappella Orsini, finns 1200-talsfresken Madonnan och Barnet med de heliga Theodora, Abundius, Abundantius och Marcianus med en bakgrund i klar ultramarin. I Cappella dei Mugnai, det vill säga mjölnarskråets kapell, vördas en armrelik av Adalbert av Prag. Cappella di San Carlo, invigt åt den helige Carlo Borromeo, har fresker utförda av Antonio Carracci.

## Titelkyrka
San Bartolomeo all'Isola stiftades som titelkyrka av påve Leo X den 6 juli 1517.
Kardinalpräster under 1900- och 2000-talet
- Johann Haller: 1896–1900
- Bartolomeo Bacilieri: 1901–1923
- Enrico Gasparri: 1925–1933
- Carlo Salotti: 1935–1939
- Vakant: 1939–1946
- Krikor Bedros XV Aghagianian: 1946–1970
- Aníbal Muñoz Duque: 1973–1987
- Mario Revollo Bravo: 1988–1995
- Francis George: 1998–2015
- Blase Cupich: 2016–

## Bilder
| - Bronsskålen som användes för att föra aposteln Bartolomaios reliker från Benevento till Rom. - Den medeltida brunnen. - Madonnan och Barnet med de heliga Theodora, Abundius, Abundantius och Marcianus. Fresk från 1200-talet i Cappella del Santissimo Sacramento. - Tiberön med San Bartolomeo all'Isola. Tryck av Girolamo Francino från år 1588. |